# Туркменский проезд
Туркме́нский прое́зд — проезд, расположенный в Северо-Западном административном округе города Москвы на территории района Строгино.

## История
Название возникло в 1920-х годах в селе Троице-Лыково, вошедшем в 1960 году в черту Москвы, и связано с образованием в нём в 1924 году Туркменского дома просвещения, в котором училось около 200 детей из Туркменистана, главным образом из окрестностей Челекена. После пожара в 1929 году школа была переведена в Ашхабад, а Дом просвещения реорганизован в Туркменский дневной рабфак. Официально название было закреплено 26 августа 1960 года.

## Расположение
Туркменский проезд проходит от улицы Твардовского на восток, затем поворачивает на юго-запад, проходит до Одинцовской улицы, поворачивает на юго-восток, проходит до берега реки Москвы, где расположена пристань «Троице-Лыково», поворачивает на юго-запад, затем на запад, пересекает Одинцовскую улицу, далее проезд пересекает 1-ю Лыковскую улицу и проходит до 3-й Лыковской улицы (согласно картам OpenStreetMap и Яндекс. Картам). Нумерация домов начинается от улицы Твардовского.

## Транспорт

### Автобус
- 137 (Троице-Лыково — Станция метро «Щукинская»)

### Метро
- Станция метро «Строгино» Арбатско-Покровской линии — севернее проезда, на Строгинском бульваре.

### Водный транспорт
- Пристань «Троице-Лыково».

### Остановки наземного городского пассажирского транспорта
«Пристань (по требованию)» — Автобус № 137.